# یسالین بوناونچر
 یسالین بوناونچر (انگلیسی: Ysaline Bonaventure؛ زادهٔ ۲۹ اوت ۱۹۹۴) یک تنیس‌باز اهل بلژیک است.